# Patuli
Patuli è una suddivisione dell'India, classificata come census town, di 4.451 abitanti, situata nel distretto di Bardhaman, nello stato federato del Bengala Occidentale. In base al numero di abitanti la città rientra nella classe VI (meno di 5.000 persone).

## Geografia fisica
La città è situata a 23° 33' 0 N e 88° 15' 0 E e ha un'altitudine di 17 m s.l.m..

## Società

### Evoluzione demografica
Al censimento del 2001 la popolazione di Patuli assommava a 4.451 persone, delle quali 2.258 maschi e 2.193 femmine. I bambini di età inferiore o uguale ai sei anni assommavano a 456, dei quali 221 maschi e 235 femmine. Infine, coloro che erano in grado di saper almeno leggere e scrivere erano 2.866, dei quali 1.559 maschi e 1.307 femmine.